# Mathilde Bernard
Mathilde Bernard (2000) es una deportista francesa que compite en ciclismo de montaña en la disciplina de campo a través. Ganó dos medallas en el Campeonato Mundial de Ciclismo de Montaña, plata en 2021 y bronce en 2019, ambas en la prueba de campo a través para cuatro.

## Medallero internacional
| Campeonato Mundial | Campeonato Mundial   | Campeonato Mundial | Campeonato Mundial    |
| Año                | Lugar                | Medalla            | Competición           |
| ------------------ | -------------------- | ------------------ | --------------------- |
| 2019               | Val di Sole (Italia) | Medalla de bronce  | Campo a través para 4 |
| 2021               | Val di Sole (Italia) | Medalla de plata   | Campo a través para 4 |